# Кисейная барышня

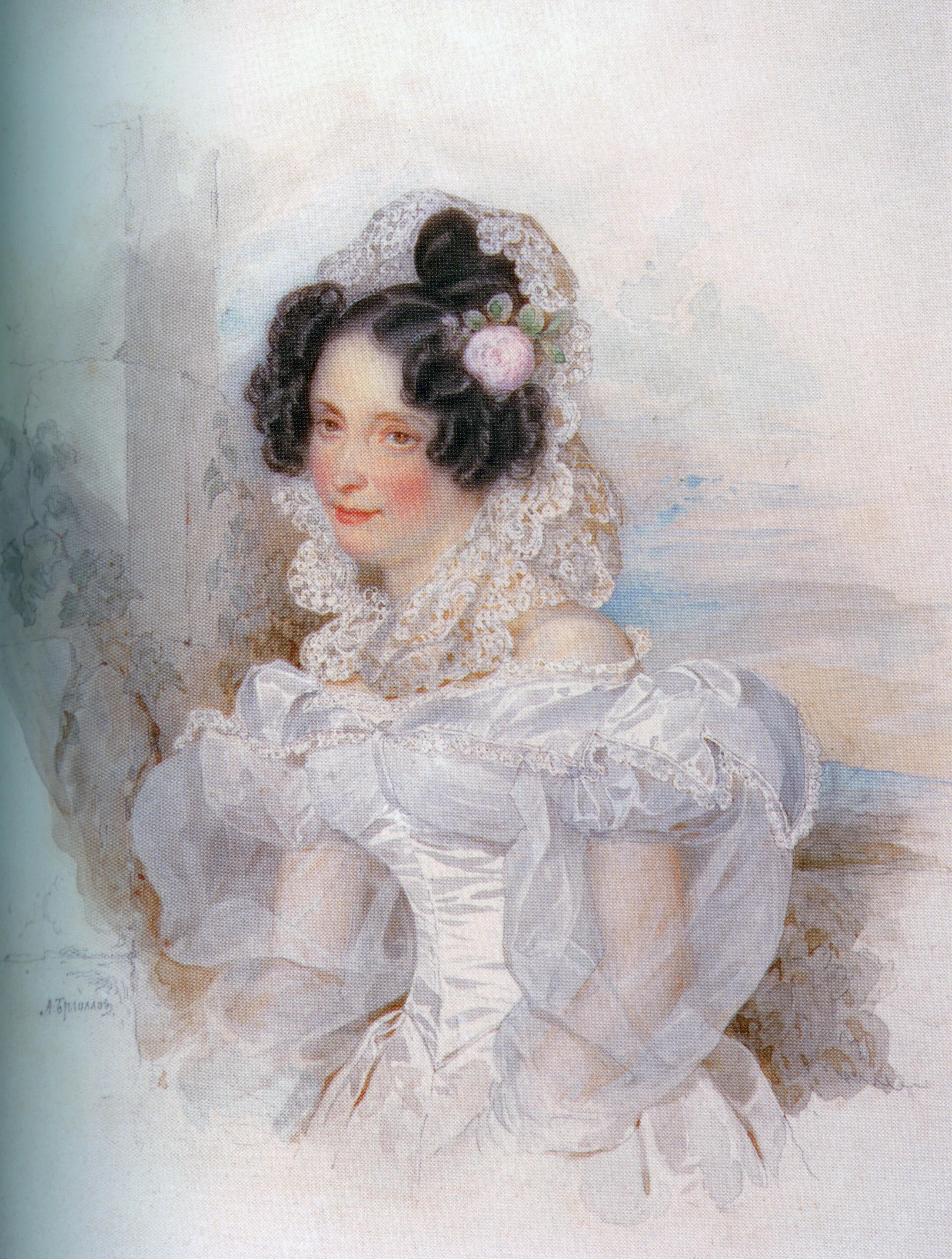
Портрет Бакуниной Е. П. кисти художника А. П. Брюллова

Кисе́йная ба́рышня — фразеологизм в русском языке. Изначально он являлся едко-иронической характеристикой женского типа, взлелеянного старой дворянской культурой. Это выражение появилось в XIX веке от слова кисея — дорогая и чрезвычайно лёгкая, прозрачная бумажная ткань полотняного переплетения, которая изначально предназначалась на драпировки, занавесы и т. п. В такую материю и приоделись провинциальные молодые дворянки, привнеся загадочность и экзотичность в свой образ.
Согласно «Фразеологическому словарю русского языка» выражение может означать «жеманную, изнеженную девушку с мещанским кругозором, не приспособленную к жизни» либо «не приспособленного к жизни, изнеженного, ранимого человека» (в том числе и мужчину).

## История образа

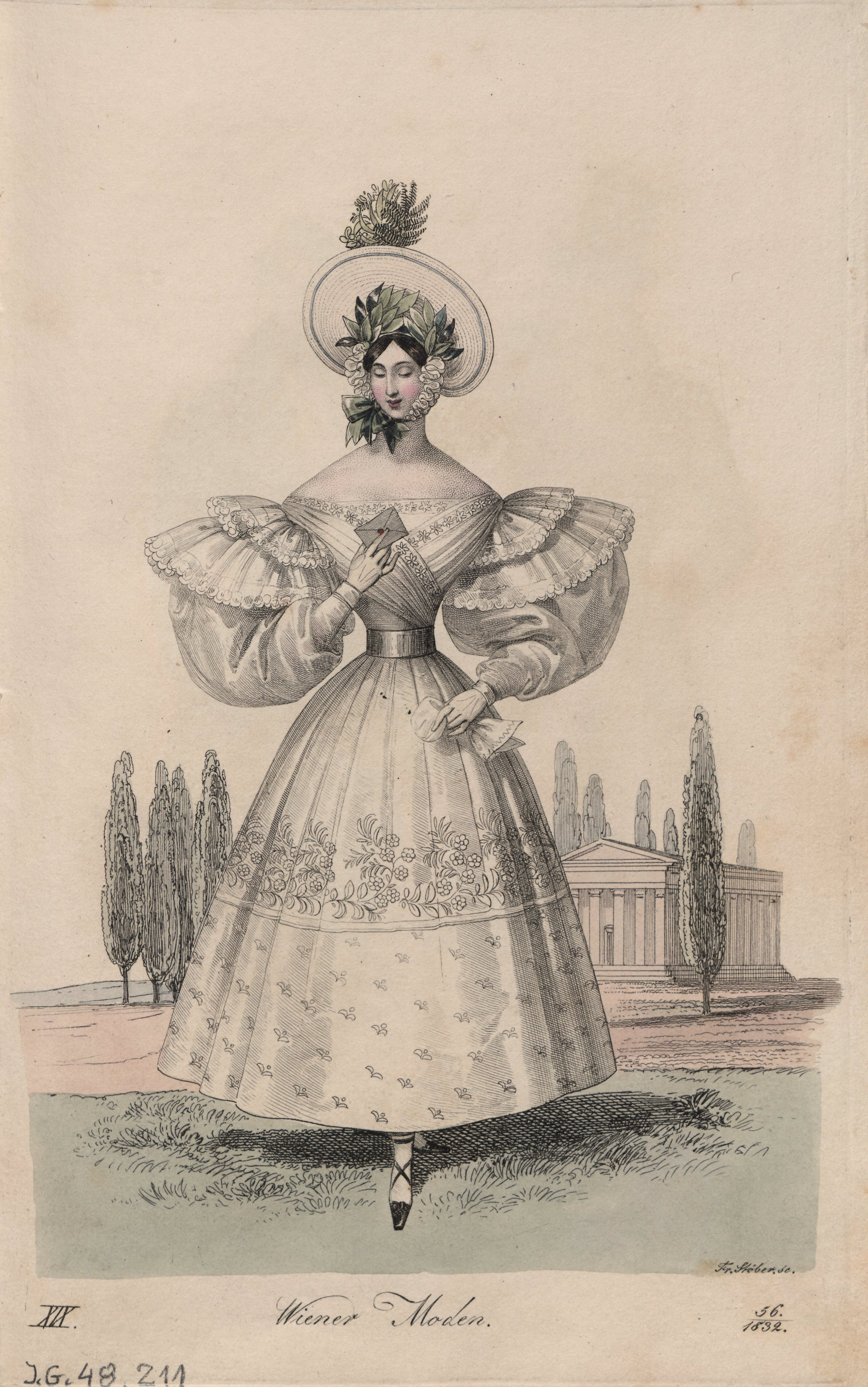
Пример из журнала мод Wiener Moden 1830-х гг.

Как писала историк моды Раиса Кирсанова, особый стиль поведения, манера одеваться, которая позднее породила выражение «кисейная барышня», начали складываться ещё в 1830-х — 1840-х годах. По времени это совпадает с новым силуэтом в одежде. Талия опускается на место и всячески подчёркивается невероятно пышными нижними юбками, которые позднее заменит кринолин из металлических колец. Новый силуэт должен был подчёркивать хрупкость, нежность, воздушность женщины. Склонённые головки, потупленные глазки, медленные, плавные движения или, напротив, показная шаловливость были характерны для того времени. Верность образу требовала, чтобы девушки такого типа жеманничали за столом, отказываясь от еды, постоянно изображали отрешённость от мира и возвышенность чувств. Пластические свойства тонких, лёгких тканей способствовали выявлению романтической воздушности. Кисея, давшая название типу «кисейных барышень» — очень тонкая, полупрозрачная хлопчатобумажная ткань полотняного переплетения, которая в XIX веке изготавливалась цветной, узорчатой и покрывалась вышитыми орнаментами. Тонкость кисеи служила образцом при оценке пластических свойств других тонких тканей. Близкие к кисее по пластическим свойствам батист, нансук, шинерояль, фуляр, тарлатан и многие другие ткани помогали создавать характерный облик «кисейной барышни».
Облик кисейной барышни — хрупкого, беззащитного существа — сохранялся в XIX веке вопреки изменениям моды. Вот как описан наряд кисейной барышни на рубеже XIX—XX веков: «Выходное бальное платье молодым небогатым девицам было принято шить из белой кисеи. Это было недорого, и такое платье на голубом или розовом чехле делало девицу нарядной, если к тому же причёска с большим белым бантом, белые туфельки и чулки. Если платье было пышное, получался воздушный вид. По талии обычно завязывалась широкая белая лента, на спине из этой же ленты делался большой бант с концами. Руки обычно были открыты, делалось маленькое декольте»

## Употребление выражения в русской литературе

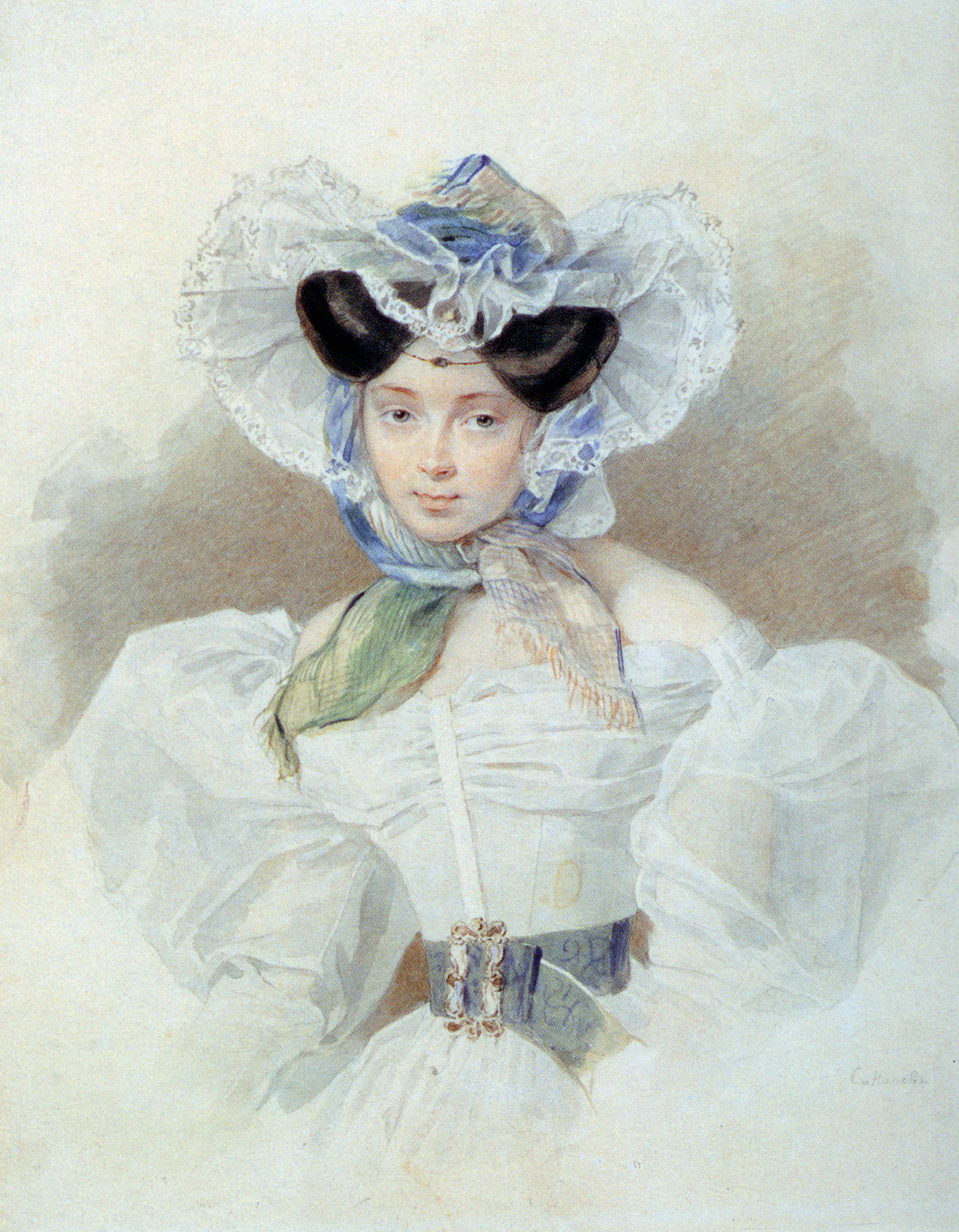
П. Ф. Соколов - Портрет княгини Л. Т. Голицыной

Впервые фразеологизм «кисейная девушка» появился в литературе в повести Николая Помяловского «Мещанское счастье» (1861), где его произносит эмансипированная помещица Лизавета Аркадьевна по отношению к провинциальной дворянской девушке Леночке:

ведь жалко смотреть на подобных девушек — поразительная неразвитость и пустота!.. Читали они Марлинского, — пожалуй, и Пушкина читали; поют: «Всех цветочков боле розу я любила» да «Стонет сизый голубочек»; вечно мечтают, вечно играют… Ничто не оставит у них глубоких следов, потому что они неспособны к сильному чувству. Красивы они, но не очень; нельзя сказать, чтобы они были очень глупы… непременно с родимым пятнышком на плече или на шейке… лёгкие, бойкие девушки, любят сантиментальничать, нарочно картавить, хохотать и кушать гостинцы… И сколько у нас этих бедных кисейных созданий!… <…>
Да, для этих девушек одно спасенье — в женихе… Пока не замужем, они мечтают… вы думаете, об идеале? нет, о душках, и между тем очень хорошо понимают, что вся цель их стремлений — жених, о чём и хлопочут мамаши и папаши… душка сам по себе… Да и к душкам своим эти девушки имеют какие-то странные отношения: они не способны ни к какому решительному шагу, они не полюбят без позволения папаши…

По-видимому, решающая роль в популяризации этого словосочетания принадлежит критику Дмитрию Писареву, написавшему в ответ на повесть Помяловского статью «Роман кисейной девушки», впервые напечатанную в 1865 году в журнале «Русское слово». «Кисейную девушку» он определяет следующим образом: «К типу добродушной кисейной девушки подходят все женщины, не отличающиеся сильным и блестящим умом, не получившие порядочного образования и в то же время не испорченные и не сбитые с толку шумом и суетою так называемой светской жизни. У этих женщин развита только одна способность, о которой заботится уже сама природа, — именно способность любить».. В том же году Николай Шелгунов написал статью «Женское безделье», где это словосочетание уже появляется в привычной нам форме — «кисейная барышня».

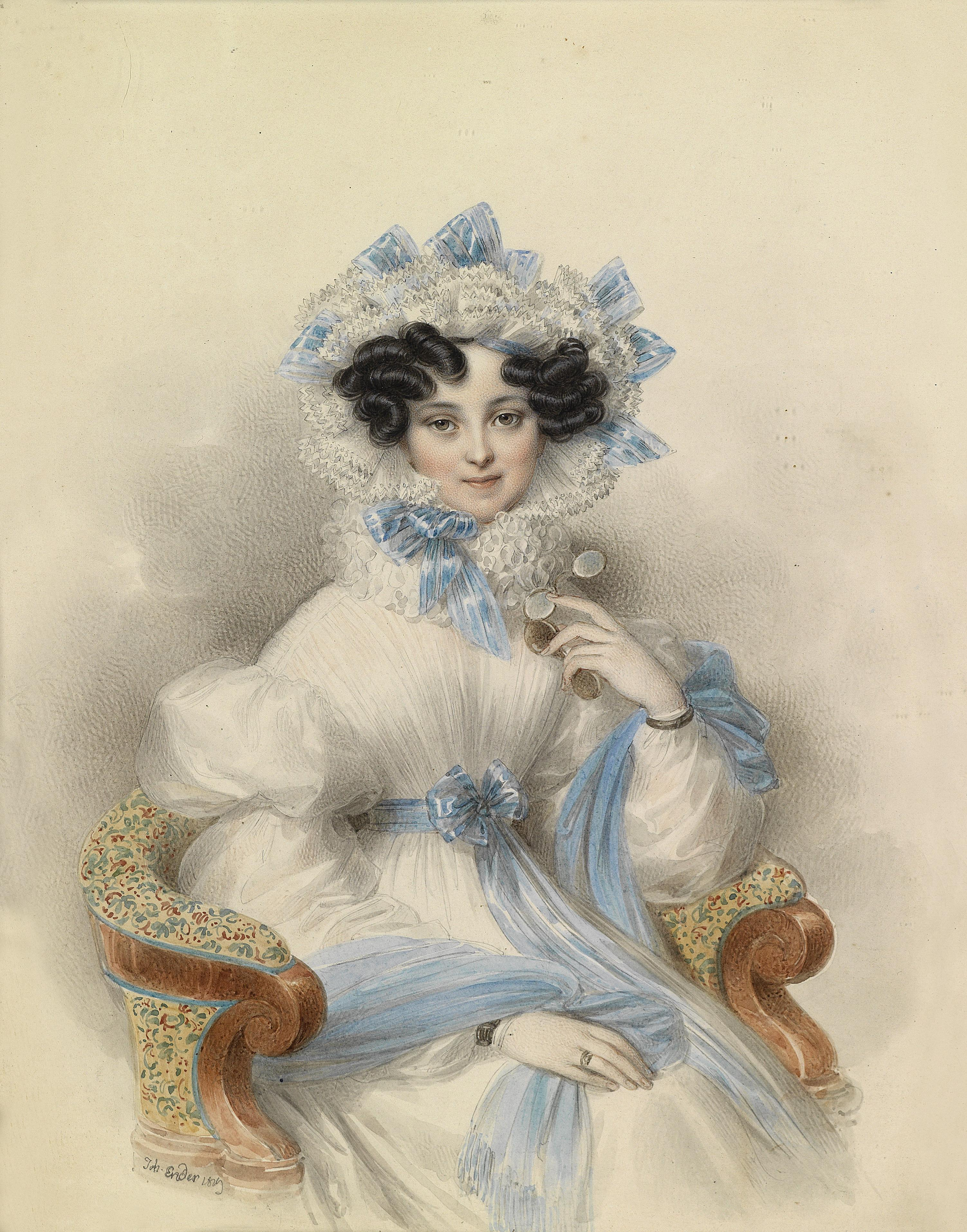
Иоганн Непомук Эндер - портрет эрцгерцогини Генриетты Австрийской (1829)

Благодаря этим публикациям «кисейная барышня» уже в 1860-е годы прочно входит в язык русской художественной литературы и публицистики. В воспоминаниях С. И. Лаврентьевой «Пережитое» читаем о 1860-х годах: «Вместе с молодёжью — мужчинами, взбудоражились и наши женщины, которые до того, как в старину боярышни в теремах, за мамушками да нянюшками, да сенными девушками сидели за пяльцами, так и позднее сидели белоручками, кисейными барышнями (как их прозвал Помяловский) за оравой крепостной дворни… <…> …Мы с сестрой не были ничего не делающими кисейными барышнями, не знающими, как убить время».
«Кисейную барышню» упоминают в своих произведениях: Николай Лесков — в «Островитянах» (1866), Дмитрий Мамин-Сибиряк — в романе «Горное гнездо» (1884) и повестях «Кисейная барышня» (1889) и «Не то…», Софья Ковалевская в повести «Нигилистка» (1884).
Всеволод Крестовский в романе «Панургово стадо» (1869) негативный смысл, вкладываемый в это выражение, доводит до предела, вкладывая в уста одному из своих персонажей выражение «Кисейная дрянь». В романе «Тьма египетская» (1888) он уже вводит целый термин — «кисейность»: «Кисейность-то эту надо бы вам побоку, коли хотите, чтобы вас уважали порядочные люди».
В. И. Даль в «Толковом словаре живого великорусского языка» не приводит выражения кисейная барышня, но указывает: «кисейница ж. в народе, щеголиха, которая ходит в кисее» (1881, 2, с. 111).
У А. И. Куприна в «Молохе» (1896) читаем: «Я слишком слаба и, надо правду сказать, слишком кисейная барышня для борьбы и для самостоятельности…».
Пётр Боборыкин в «Распаде» (1897) пишет: «Я всё могу читать, всё понимаю и не намерена прикидываться наивностью. Это прежде были кисейные барышни.»
Выражение не было забыто и в советское время. Так, в «Толковом словаре русского языка» под ред. Д. Н. Ушакова (1935) выражение трактуется как «жеманная, с ограниченным кругозором девушка, получившая патриархальное воспитание».
Человек, впервые услышавший такое выражение, может ошибочно воспринять его как «кисельная барышня». Эту особенность обыгрывает писатель Эдуард Успенский в детской книге «Дядя Фёдор, пёс и кот» (1974).